# St. Magnus und Wendelin

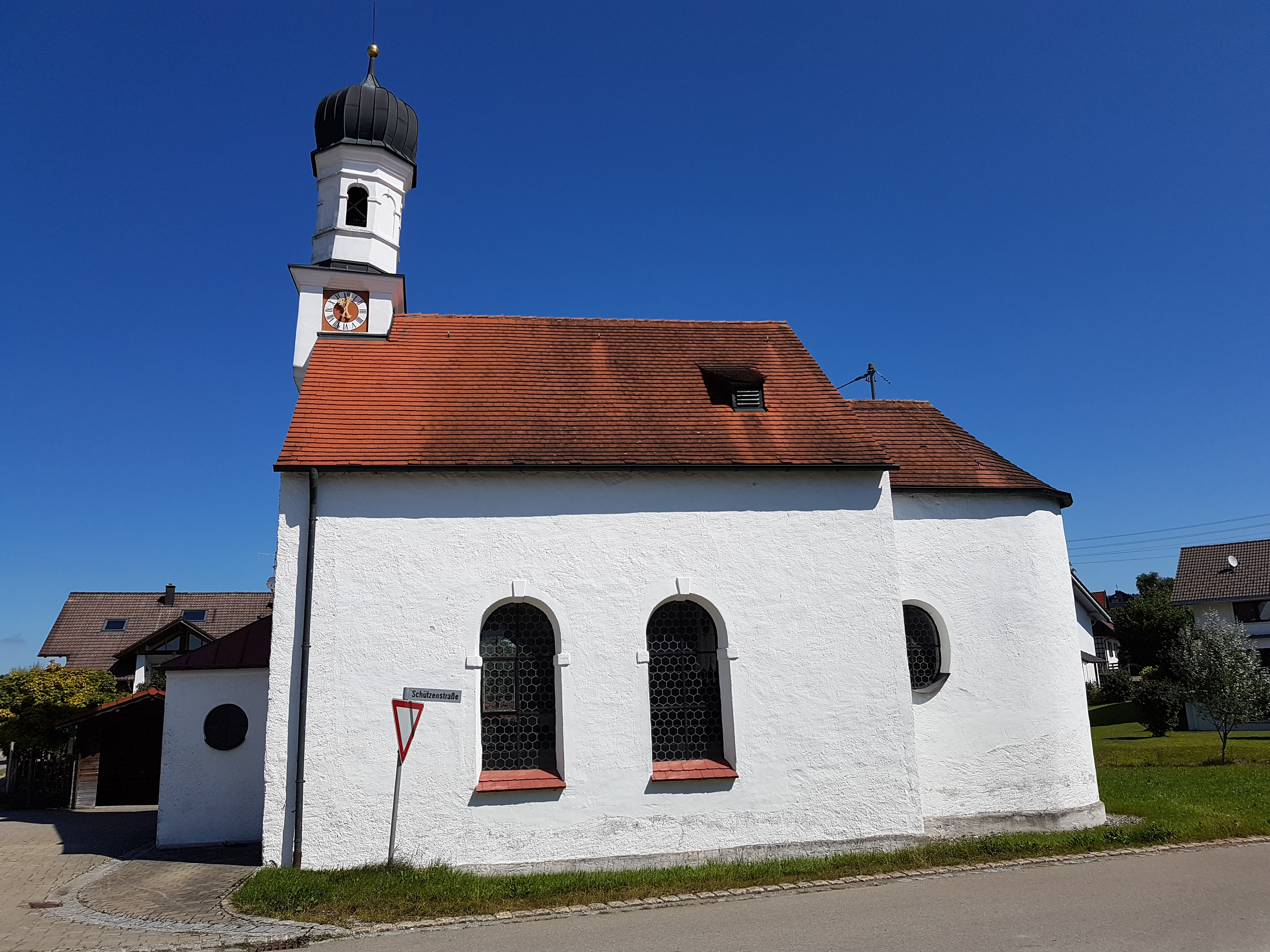
St. Magnus und Wendelin in Steinbach, Stötten am Auerberg

Die römisch-katholische Kapelle St. Magnus und Wendelin steht in Steinbach, einem Gemeindeteil von Stötten am Auerberg im schwäbischen Landkreis Ostallgäu von Bayern. Kirchenpatrone sind die Heiligen Wendelinus und Magnus. Das Bauwerk ist in der Liste der Baudenkmäler in Stötten am Auerberg als Baudenkmal unter der Nr. D-7-77-171-34 eingetragen.

## Beschreibung
Die Kapelle wurde 1726 unter Verwendung von Teilen des 1658/60 errichteten Vorgängerbaus gebaut. Der Entwurf wird Johann Georg Fischer zugeschrieben. Die Saalkirche besteht aus einem Langhaus und einem eingezogenen, halbrund geschlossenen Chor im Osten. Über der Fassade im Westen erhebt sich ein quadratischer Giebelreiter mit den Zifferblättern der Turmuhr, auf dessen achteckigem Glockengeschoss eine Zwiebelhaube sitzt.
Der Innenraum des Langhauses ist mit einer Flachdecke überspannt, der des Chors mit einem Tonnengewölbe. Auf dem Altarretabel des 1663 gebauten Altars wurden 1741 Magnus von Füssen und der heilige Wendelin gemalt. Auf 1631 entstandenen Gemälden sind u. a. Mariä Himmelfahrt zu sehen.